# Brian Priske
Pour les articles homonymes, voir Priske.
Brian Priske Pedersen, né le 14 mai 1977 à Horsens, est un footballeur danois qui évoluait au poste de défenseur.
Son fils August Priske (2004-), est également footballeur.

## Carrière
Priske commence sa carrière au AC Horsens avant de partir au Aarhus Fremad en 1997 puis au AaB Ålborg en 1999. Il y gagne un championnat du Danemark en 1999 et devient capitaine du club. À l'été 2003, il devient international danois et part pour la Belgique, au KRC Genk.
Il est sélectionné pour l'Euro 2004 et joue 10 des 12 matchs de qualification pour la Coupe du monde 2006. Repéré lors d'une victoire 4-1 du Danemark contre l'Angleterre, il est transféré en août 2005 à Portsmouth.
Il dispute une belle saison et joue la majorité des matchs mais l'entente avec l'entraîneur, Harry Redknapp, n'est pas des meilleures. À l'été 2006, l'arrivée de Glen Johnson pousse définitivement Priske vers la sortie. Il revient alors en Belgique, au FC Bruges.
Malgré de nombreuses critiques, il renvoie Olivier De Cock sur le banc et s'impose comme titulaire indiscutable du club. Il quitte le club le 30 mai 2008 et signe au Vejle BK.
En juin 2024, il est nommé nouvel entraîneur du Feyenoord Rotterdam en remplacement de Arne Slot parti au Liverpool FC. Il signe un contrat de trois ans.
Suite à de mauvais résultats, le Feyenoord Rotterdam annonce son départ en février 2025.
Le 10 février 2025, deux jours après une victoire 3-0 dans le derby de Rotterdam contre le Sparta Rotterdam, Priske a été limogé de son poste d'entraîneur principal en raison de « résultats incohérents et d'un manque de progrès »,.

## Statistiques
| Saison  | Club           | Pays       | Championnat    | Match | Buts |
| ------- | -------------- | ---------- | -------------- | ----- | ---- |
| 1997/98 | Aarhus Fremad  | Danemark   | SAS Ligaen     | 33    | 2    |
| 1998/99 | Aarhus Fremad  | Danemark   | SAS Ligaen     | 17    | 3    |
| 1999    | AaB Ålborg     | Danemark   | SAS Ligaen     | 18    | 0    |
| 1999/00 | AaB Ålborg     | Danemark   | SAS Ligaen     | 27    | 1    |
| 2000/01 | AaB Ålborg     | Danemark   | SAS Ligaen     | 33    | 0    |
| 2001/02 | AaB Ålborg     | Danemark   | SAS Ligaen     | 32    | 0    |
| 2002/03 | AaB Ålborg     | Danemark   | SAS Ligaen     | 29    | 1    |
| 2003/04 | Racing Genk    | Belgique   | Division 1     | 33    | 0    |
| 2004/05 | Racing Genk    | Belgique   | Division 1     | 32    | 1    |
| 2005/06 | Racing Genk    | Belgique   | Division 1     | 3     | 0    |
| 2006    | Portsmouth FC  | Angleterre | Premier League | 30    | 0    |
| 2006/07 | FC Bruges      | Belgique   | Division 1     | 32    | 0    |
| 2007/08 | FC Bruges      | Belgique   | Division 1     | 32    | 0    |
| 2008/09 | Vejle BK       | Danemark   | SAS Ligaen     | 32    | 0    |
| 2009/10 | Vejle BK       | Danemark   | SAS Ligaen     | 28    | 0    |
| 2010/11 | FC Midtjylland | Danemark   | SAS Ligaen     | 17    | 1    |
| 2011    | IK Start       | Norvège    | Tippeligaen    | 15    | 0    |

## Palmarès

### En tant que joueur
Aarhus Fremad
- Vainqueur de la SAS Ligaen (1) : 1999

 Club Bruges
- Vainqueur de la Coupe de Belgique (1) : 2007
- Finaliste de la Supercoupe de Belgique : 2007

### En tant qu'entraîneur
FC Midtjylland
- Champion du Danemark (1) : 2020
- Vice-champion du Danemark : 2021

 Sparta Prague
- Champion de Tchéquie (1) : 2023.
- Finaliste de la coupe de Tchéquie : 2023.